# 小倉弥優
小倉 弥優（おぐら みゆう、12月20日 - ）は、日本の女性声優、歌手、女優。北海道江別市出身。リマックス預かり。血液型はO型。

## 略歴
2016年、東放学園専門学校東京アナウンス学院放送声優科卒業。プロダクション・エース演技研究所卒所。
2017年6月24日より「アニ☆ゆめ project」のメンバーとして活動。山田奈都美、八木侑紀、水谷麻鈴らとともに「pua:re」のメンバーとして『僕の彼女がマジメ過ぎるしょびっちな件』のEDテーマ曲「恋のヒミツ」を担当し、CDデビュー。
2019年、舞台『女優たちのための冬の夜の夢』にスナウト役で出演。
2018年の年末から2019年の年頭にかけてnicocasを使って公開で行われた、テレビ番組『LIPSS～イノセントな囁き～』のサブレギュラーオーディション（予選：2018年12月21日 - 25日、本選：2019年1月14日 - 30日）において準優勝を収め、第8回目の本放送（テレビ埼玉：2019年3月12日24時0分放送、ニコニコ生放送：13日23時30分配信）に出演。超！A&G＋で2019年5月6日から12月13日まで放送されていたラジオ番組『今泉P Presents ファンキルの絶！ってあそぼ』のアシスタントを務め、番組内コーナー「新人声優メタルガーデン」にも出演（2019年5月15日～11月29日）。番組内では同じくアシスタントを務めていた内海里菜、渡会倫実とともに「虹色カブトムシ」のユニット名で呼ばれていた。
2022年3月31日にそれまで所属していたプロダクション・エースを退所、フリー期間を経て2022年8月1日にリマックス預かり所属となった。

## 人物
特技は少林寺拳法、ドラムプレイ。趣味は劇伴鑑賞、読書、さんぽ。イメージカラーはきいろ。
幸（こう）ちゃんという名前のハムスター（♀）を飼っていた。
声優を志した理由について「幼い頃から抱いていた”忍になる”という夢を実現するため」と語っている。
ナンで食べるカレーが大好物。チチヤスヨーグルトのマスコットキャラクター”チー坊”をこよなく愛している。

## 出演

### テレビアニメ
2017年
- 僕の彼女がマジメ過ぎるしょびっちな件（乙女）

2023年
- 地獄楽（幼い桐馬）
- 呪術廻戦 懐玉・玉折/渋谷事変（生徒、若者、一般人）

2024年
- 最強タンクの迷宮攻略〜体力9999のレアスキル持ちタンク、勇者パーティーを追放される〜（子供A）
- しかのこのこのここしたんたん（ヤンキー女子リーダー、先輩シカA）

2025年
- どうせ、恋してしまうんだ。（周吾〈幼少期〉）
- 最強の王様、二度目の人生は何をする?（ヘレン・シャード）
- ウィッチウォッチ（女子生徒2）
- フードコートで、また明日。（女性客）

### ゲーム
- The Alchemist Code（2021年、Li Wang[35]）
- ファンタジーライフi グルグルの竜と時を盗む少女（2025年、アバター2[36]）

### テレビ番組
- LIPSS～イノセントな囁き～ 第8回（2019年3月12日、テレビ埼玉 / 3月13日、ニコニコ生放送）[12][13][14]

### ラジオ
- オオカミ少年片岡の旅音人（2017年12月8日、渋谷クロスFM）[37]
- 今泉P Presents ファンキルの絶！ってあそぼ（2019年5月15日 - 11月29日、超！A&G＋） - 番組アシスタント「新人声優メタルガーデン」[15][16][17]

### 舞台
- 女優たちのための冬の夜の夢（2019年2月16日 - 24日、新宿村LIVE） - スナウト 役（Team Queen）[9][10]
- いるわけないしっ！（2025年7月15日 - 21日〈予定〉、中野スタジオあくとれ）[38]

### その他のコンテンツ
- 御室ムスメ（2021年、岩本紗智子[39][40][41]）

## ディスコグラフィ

### pua:re
| 発売日        | 商品名     | 歌     | 楽曲           | 備考                                                                   |
| ------------- | ---------- | ------ | -------------- | ---------------------------------------------------------------------- |
| 2017年11月8日 | 恋のヒミツ | pua:re | 「恋のヒミツ」 | テレビアニメ『僕の彼女がマジメ過ぎるしょびっちな件』エンディングテーマ |
| 2017年11月8日 | 恋のヒミツ | pua:re | 「あいことば」 |                                                                        |

### ユニットメンバー
1. ↑  八木侑紀、山田奈都美、水谷麻鈴、小倉弥優